# Sirio (mitología)

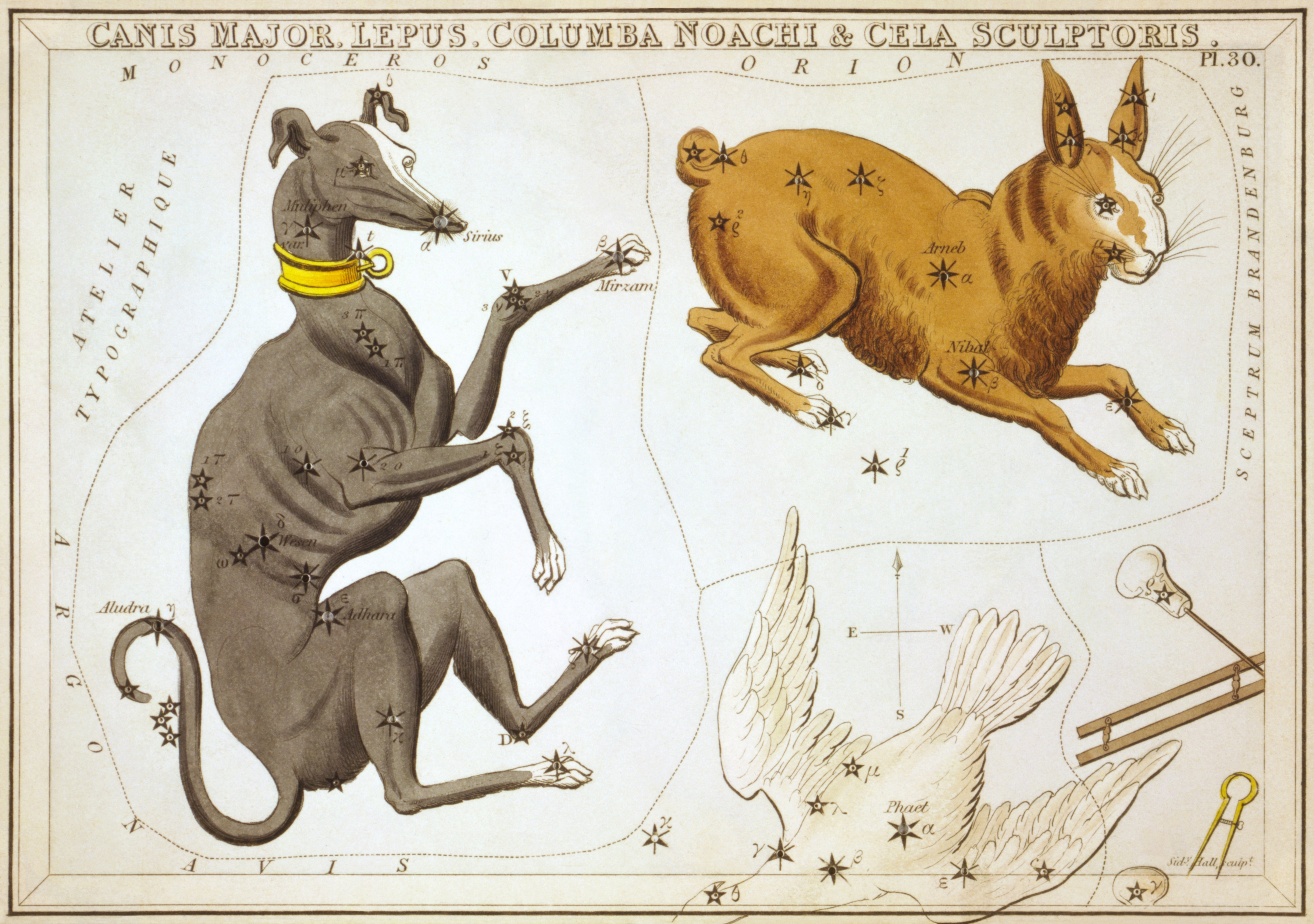
Canis Major y Lepus con Sirio como hocico de perro, tal y como se representa en Urania's Mirror, un juego de cartas de constelaciones de 1825.

En la mitología griega, Sirio es el perro del cazador Orión, y fue puesto en el cielo para seguir Orión por la diosa Artemisa (o su equivalente Diana en la versión romana).